# Sars-Poteries
 Sars-Poteries là một xã ở tỉnh Nord ở miền bắc nước Pháp. Xã này có diện tích 7,88 km², dân số năm 1999 là 1541 người. Xã nằm ở khu vực có độ cao trung bình 183 mét trên mực nước biển. 